# Alphonse Juin

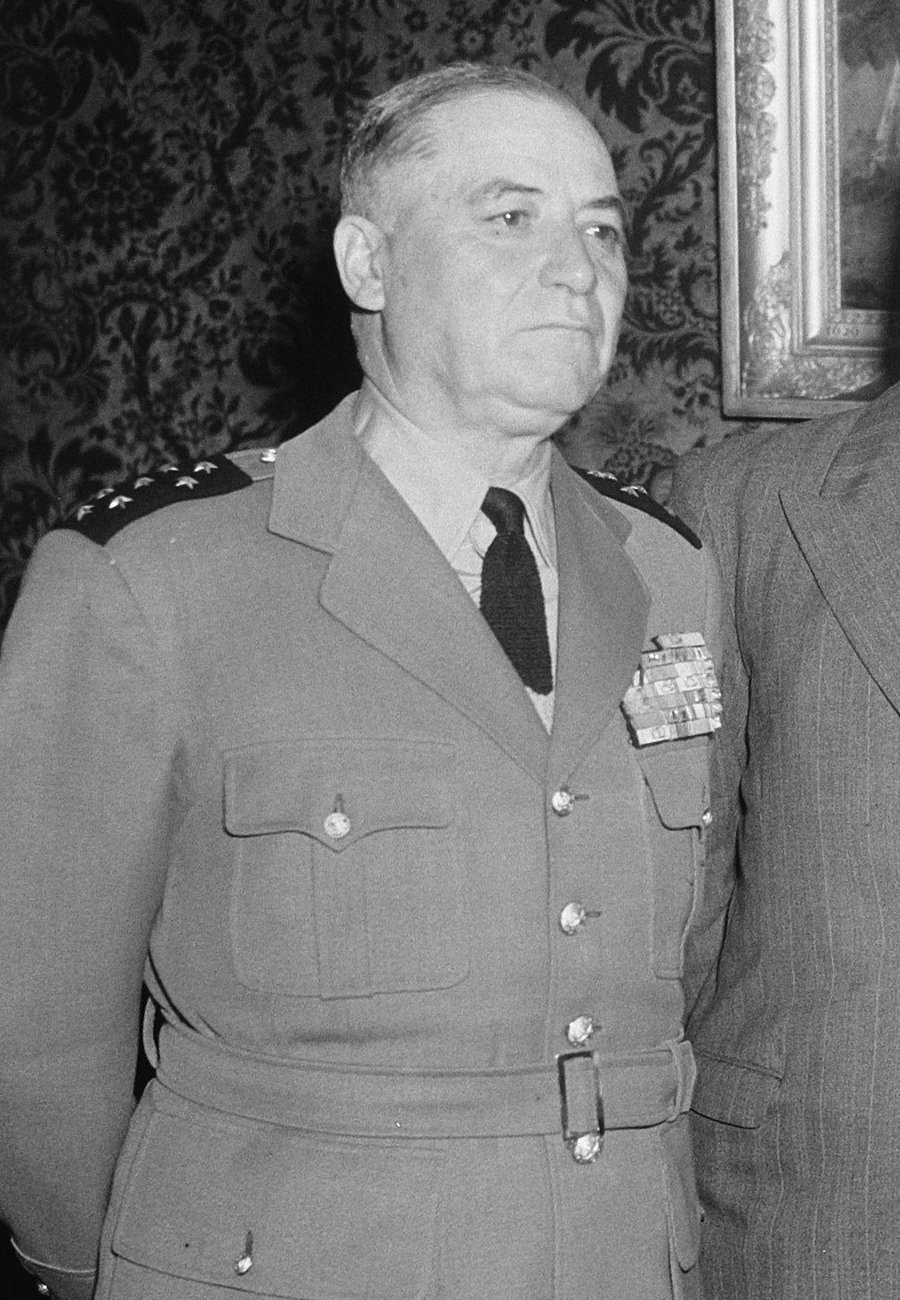
Alphonse Juin

Alphonse Pierre Juin (Bône, Argélia Francesa, 16 de dezembro de 1888 - Paris, 27 de janeiro de 1967) foi um general do exército francês que se tornou marechal da França.

## Carreira
Formado na classe da École Spéciale Militaire de 1912, serviu no Marrocos em 1914 no comando das tropas nativas. Com a eclosão da Primeira Guerra Mundial, ele foi enviado para a Frente Ocidental na França, onde foi gravemente ferido em 1915. Como resultado desse ferimento, ele perdeu o uso do braço direito.
Após a guerra, frequentou a École Supérieure de Guerre. Ele escolheu servir no norte da África novamente. Após a eclosão da Segunda Guerra Mundial, em setembro de 1939, assumiu o comando da 15ª Divisão de Infantaria Motorizada. A divisão foi cercada no bolsão de Lille durante a Batalha da França e Juin foi capturado. Ele foi prisioneiro de guerra até ser libertado a mando do governo de Vichy em 1941, e foi designado para comandar as forças francesas no norte da África.
Após a Operação Tocha, a invasão da Argélia e Marrocos por forças britânicas e americanas em novembro de 1942, Juin ordenou que as forças francesas na Tunísia resistissem aos alemães e italianos. Suas grandes habilidades foram exibidas durante a campanha italiana como comandante do Corpo Expedicionário Francês. Sua experiência em guerra nas montanhas foi crucial para quebrar a Linha Gustav, que havia impedido o avanço aliado por seis meses.

Após esta atribuição, ele foi chefe do Estado-Maior das forças francesas e representou a França na Conferência de São Francisco. Em 1947, ele retornou à África como Residente-Geral da França em Marrocos, onde se opôs às tentativas marroquinas de obter a independência. Em seguida veio um alto cargo na OTAN, assumindo o comando do CENTAG até 1956. Durante seu comando da OTAN, ele foi promovido a marechal da França em 1952. Ele se opôs fortemente à decisão de Charles De Gaulle de conceder a independência à Argélia, e foi "aposentado" em 1962 como resultado. Ele foi o último marechal da França vivo do exército francês até sua morte em Paris em 1967, quando foi enterrado em Les Invalides.

## Publicações
- Le Maghreb en feu, 1957.
- L'Europe en question, 1958, com Henri Massis.
- Mémoires, 1959–60.
- Je suis soldat, 1960.
- La Campagne d'Italie, 1962
- C'étaient nos frères, 1962.
- Histoire parallèle – La France en Algérie 1830–1962, 1963.
- La Brigade marocaine à la bataille de la Marne, 1964.
- Trois siècles d’obéissance militaire, 1650–1963, 1964.